# Bitwa pod Shijōnawate
Bitwa pod Shijōnawate (jap. 四條畷の戦い Shijōnawate no tatakai) – starcie zbrojne, które miało miejsce dnia 4 lutego 1348 r. w trakcie wojen okresu Nanboku-chō (1336–1392).
Armia Dworu Północnego pod wodzą Kō no Moroyasu skierowała się ku rezydencji Dworu Południowego w Yoshino. Dowódca armii Dworu Południowego Kusunoki Masatsura na czele swoich nielicznych sił wyruszył naprzeciwko wroga. Doszło do bitwy, w wyniku której wojska Dworu Północnego posiadające olbrzymią przewagę w ludziach całkowicie rozbiły siły Masatsury oraz jego brata Masatoki. Obaj po walce popełnili seppuku. Po tym zwycięstwie armia Dworu Północnego zajęła Yoshino, nie zastając jednak na miejscu członków dworu, którzy uciekli z miasta.